# Honey, I'm Home
"Honey, I'm Home" (en español Cariño, Llegué a casa) es una canción escrita y producida por la cantante canadiense Shania Twain y el productor Robert Lange para su tercer álbum de estudio Come on Over (1997). Se lanzó como séptimo sencillo del álbum, quinto en las radio emisoras country en Norteamérica en el verano de 1998 tras el éxito masivo de "You're Still the One".
La canción se convirtió en su séptimo y último número uno en la lista de las canciones country en Estados Unidos.
Twain ha interpretado la canción en sus dos giras de conciertos (Come on Over tour 1998-1999 y Up! tour 2003-2004) y aparece en todos sus DVD grabados en directo.

## Vídeo Musical
El videoclip de "Honey, I'm Home" se filmó en vivo el 8 de julio de 1998 en uno de los conciertos del Come on Over tour en Louisville, Kentucky. La dirección se acredita a Larry Jordan. Éste fue el primero de los tres videoclips filmados en vivo del álbum  Come on Over, pero a diferencia de los otros dos ("Come on Over" y "Rock This Country!") en éste se mostraban escenas de todo el concierto ya que en los otros dos, sólo se mostraban las escenas de cuando Twain interpretaba las respectivas canciones.
El videoclip se encuentra disponible en el DVD de Twain The Platinum Collection.

## Recepción
"Honey, I'm Home" debutó en el Billboard Hot Country Singles & Tracks en la semana del 8 de agosto de 1998 en el número 70. Se mantuvo por 26 semanas en la lista y llegó a un máximo del número uno en la semana del 32 de octubre de 1998, donde permaneció durante una semana.
Se convirtió en su séptimo y último sencillo que alcanzaba el primer puesto en esta lista.
Mercury Records (sello discográfico de Twain) decidió no darle un lanzamiento comercial al sencillo por lo que no pudo entrar en la lista Billboard Hot 100.

## Versiones de Audio
- Versión Original (Versión country) - 3:39
- Versión Internacional - 3:33
- Extended Mix - 6:23
- Dance Mix - 4:56
- Directo desde Dallas - 3:46

## Parodias y Otras Versiones
- El parodista country Cledus T. Judd grabó una parodia de la canción titulada "Shania, I'm Broke" en su álbum Juddmental (1999).

## Listas
| Chart                                        | Posición Alcanzada |
| -------------------------------------------- | ------------------ |
| EE.UU Billboard Hot Country Singles & Tracks | 1                  |
| Canada RPM Country Singles                   | 1                  |